# Omar Sy
Omar Sy (Trappes, 20 januari 1978) is een Franse filmacteur.

## Biografie
Sy werd geboren in het Franse Trappes. Zijn vader is een Senegalees en zijn moeder is afkomstig uit Mauritanië.
Omar Sy werd internationaal bekend door zijn rol als Driss in de film Intouchables. Op 24 februari 2012 ontving hij de César voor beste acteur voor zijn rol in die film. Daarmee werd hij de eerste donkere acteur die de prijs in de wacht mocht slepen.
Succesvol was Sy ook in de Netflix-serie Lupin waarin hij de hoofdrol van Assane Diop speelde, een gentleman-oplichter geïnspireerd door Arsène Lupin, die de dood van zijn door een valse beschuldiging tot zelfmoord gedreven vader wil wreken. De serie was in januari 2021 de best bekeken nieuwe serie van deze streamingdienst.

## Filmografie
| Jaar       | Titel                          | Rol                       | Regisseur                             | Prijzen en nominaties |  |
| ---------- | ------------------------------ | ------------------------- | ------------------------------------- | --- |  |
| 2000       | La Tour Montparnasse infernale | Taxichauffeur             | Charles Nemes                         | |  |
| 2002       | The Race                       | UNO Seargent              | Djamel Bensalah                       | |  |
| 2002       | Le Boulet                      | A Malian Guy              | Alain Berberian en Frédéric Forestier | |  |
| 2002       | Samourais                      | Tyson                     | Giordano Gederlini                    | |  |
| 2003       | La Beuze                       | Michel Dembélé            | François Desagnat en Thomas Sorriaux  | |  |
| 2004       | Le Carton                      | Lorenzo                   | Charles Nemes                         | |  |
| 2005-2012  | SAV des émissions (tv)         | Omar                      | Verschillende regisseurs              | |  |
| 2006       | Nos jours heureux              | Joseph                    | Eric Toledano en Olivier Nakache      | NRJ Ciné Awards – Meest Beloftevolle Acteur Nominatie – NRJ Ciné Awards voor De Beste Kus (met Marilou Berry) Nominatie – Raimu de la Comédie voor de Beste Mannelijke Bijrol |  |
| 2008       | Seuls two                      | Sammy                     | Éric Judor en Ramzy Bedia             | |  |
| 2009       | Micmacs                        | Remington                 | Jean-Pierre Jeunet                    | |  |
| 2009       | Safari                         | Youssouf Hammal           | Olivier Baroux                        | |  |
| 2009       | Tellement proches              | Bruno                     | Eric Toledano en Olivier Nakache      | |  |
| 2009       | Envoyés très spéciaux          | Jimmy                     | Frédéric Auburtin                     | |  |
| 2009       | King Guillaume                 | Jean Peter                | Pierre-François Martin-Laval          | |  |
| 2009       | La Loi de Murphy               | Joachim Ortega / Célestin | Christophe Campos                     | |  |
| 2011       | Les Tuche                      | Monnik                    | Olivier Baroux                        | |  |
| 2011       | Intouchables                   | Driss                     | Eric Toledano en Olivier Nakache      | César Award voor Beste Acteur Internationaal filmfestival van Tokio – Beste Acteur (Gedeeld met François Cluzet) Lumières de la presse étrangère-award voor Beste Acteur Globes de Cristal Award voor Beste Acteur Etoiles d'Or Award voor Doorbraak van het Jaar Santa Barbara International Film Festival — Virtuoso Award Nominatie — Black Reel Award voor Beste Acteur Nominatie — Black Reel Award voor Grootste Doorbraak Nominatie — European Film Award voor Beste Acteur Nominatie — Satellite Award voor Beste Mannelijke Bijrol – Motion Picture |  |
| 2012       | Les Seigneurs                  | Wéké N’Dogo               | Olivier Dahan                         | |  |
| 2012       | Mais qui a retué Pamela Rose ? | Mosby                     | Olivier Baroux en Kad Merad           | |  |
| 2012       | De l'autre côté du périph      | Ousmane Diakhaté          | David Charhon                         | |  |
| 2013       | Mood Indigo                    | Nicolas                   | Michel Gondry                         | |  |
| 2014       | X-Men: Days of Future Past     | Lucas Bishop              | Bryan Singer                          | |  |
| 2014       | Candy Store                    |                           | Stephen Gaghan                        | |  |
| 2014       | Samba                          | Samba Cissé               | Eric Toledano en Olivier Nakache      | |  |
| 2015       | Jurassic World                 | Barry Sembène             | Colin Trevorrow                       | |  |
| 2015       | Burnt                          | Michel                    | John Wells                            | |  |
| 2016       | Inferno                        | Christoph Bruder          | Ron Howard                            | |  |
| 2016       | Demain tout commence           | Samuel                    | Hugo Gélin                            | |  |
| 2016       | Chocolat                       | Chocolat                  | Roschdy Zem                           | |  |
| 2017       | Knock (Dr. Knock)              | Dokter Knock              | Lévy de Lorraine                      | |  |
| 2018       | Le flic de Belleville          | Baaba                     | Rachid Bouchareb                      | |  |
| 2020-heden | Lupin, Netflix                 | Assane Diop               |                                       | |  |
| 2020       | The Call of the Wild           | Perrault                  | Chris Sanders                         | |  |
| 2022       | Jurassic World Dominion        | Barry Sembène             | Colin Trevorrow                       | |  |

- Bibsys: 12038207
- Biblioteca Nacional de España: XX4806440
- Bibliothèque nationale de France: cb151167358 (data)
- Catàleg d'autoritats de noms i títols de Catalunya: 981058518013706706
- Gemeinsame Normdatei: 171841395
- International Standard Name Identifier: 0000 0003 9857 7854
- Library of Congress Control Number: no2013022335
- MusicBrainz: e5ca0d01-aa2e-44e0-8153-a96fd8ef7ba2
- Nationale Bibliotheek van Tsjechië: xx0157810
- Nationale Bibliotheek van Israël: 987007422840905171
- Nationale Bibliotheek van Polen: a0000002723283
- Nederlandse Thesaurus van Auteursnamen: 363803718
- Système universitaire de documentation: 160694329
- Virtual International Authority File: 200202866
- WorldCat: E39PBJc7XQMqQDRPYRqjq4hWDq